# Каґаміно

35°5′31″ пн. ш. 133°55′59″ сх. д. / 35.09194° пн. ш. 133.93306° сх. д.
Каґаміно (яп. 鏡野町) — містечко в Японії, в повіті Томата префектури Окаяма.